# Breathe (песня Pink Floyd)
«Breathe» (также «Breathe In the Air»; с англ. — «Дыши», «Вдохни», «Вдохни воздух») — песня британской рок-группы Pink Floyd из альбома 1973 года The Dark Side of the Moon. Представлена в оригинальном издании на первой стороне винилового диска (LP) вторым по счёту треком. Авторы музыки — Дэвид Гилмор и Ричард Райт, автор текста — Роджер Уотерс.
Концертный вариант песни «Breathe» был записан на альбоме Pink Floyd P.U.L.S.E. (1995), а также в концертной видеоверсии P.U.L.S.E. (1995). Концертные варианты «Breathe» были изданы также Роджером Уотерсом на альбоме In the Flesh – Live (2000) и в концертной видеоверсии In the Flesh — Live (2006) и Дэвидом Гилмором на видео Remember That Night (2007) и на альбоме Live in Gdańsk (2008). Одно из концертных исполнений песни в 1974 году на стадионе Wembley в Лондоне официально издано в 2011 году в рамках кампании Why Pink Floyd...?.
В финале песни «Time» звучит музыка из «Breathe» — куплет, озаглавленный как «Breathe Reprise».

## О песне
Песня «Breathe» была написана Роджером Уотерсом задолго до начала работы над альбомом The Dark Side of the Moon в 1970 году для совместного с Роном Гисином саундтрека к фильму The Body. В 1972 году песня была полностью переписана. Для стихов песни «Breathe», несколько изменённых Роджером Уотерсом в соответствии с концепцией альбома The Dark Side of the Moon, Дэвидом Гилмором и Ричардом Райтом была написана новая музыка. По замыслу музыкантов Pink Floyd текст песни должен был отразить «начало жизни в социальном плане».
Позднее Роджер Уотерс критически отзывался о стихах песни. В частности, в интервью перед началом его гастрольного тура In the Flesh он отметил, что в альбомах The Dark Side of the Moon и The Wall «помимо новизны самой музыки», возможно, есть «простота идей, которая привлекает растущее поколение в их попытке разобраться в том, что происходит» хотя, «здесь я должен себя покритиковать — например, „Breathe, breathe in the air / Don’t be afraid to care“ — это просто…э-э…где здесь туалет? И всё же я думаю, что во всём этом есть нечто очень искреннее, что привлекает людей».
По признанию одного из авторов песни, Ричарда Райта, аккорд, звучащий перед началом вокальной партии, он позаимствовал у Майлса Дэвиса из его работы 1959 года Kind of Blue.
По словам Ника Мейсона, «Breathe» представляет собой эксперимент по использованию одной и той же мелодии для двух песен, так как фрагмент из «Breathe» возникает в качестве репризы после песни «Time».
Согласно мнению Энди Маббетта, редактора журнала The Amazing Pudding и автора ряда книг о Pink Floyd, два варианта названия песни — «Breathe» и «Breathe In the Air» — появились, вероятно, для того, чтобы отличать песню с The Dark Side of the Moon, получившую более длинное название, от песни «Breathe» Роджера Уотерса из саундтрека к фильму The Body. Также Энди Маббетт отмечает, что первая строчка второго куплета «Run, rabbit, run» является названием песни 1939 года Run Rabbit Run, прозвучавшей в шоу The Little Dog Laughed в исполнении Flanagan and Allen.
В записи на оригинальном альбоме композиция «Speak to Me» плавно переходит в песню «Breathe», при этом оба трека указываются и индексируются раздельно. В ряде последующих изданий альбома The Dark Side of the Moon два этих трека хоть и указываются раздельно, иногда индексируются как единый номер.
Песня «Breathe» заняла 15-е место в списке «30 величайших песен Pink Floyd» журнала Uncut, который был создан по опросам Дэвида Гилмора, Ника Мейсона, их друзей, знакомых музыкантов и наиболее известных поклонников.

## Исполнение на концертах

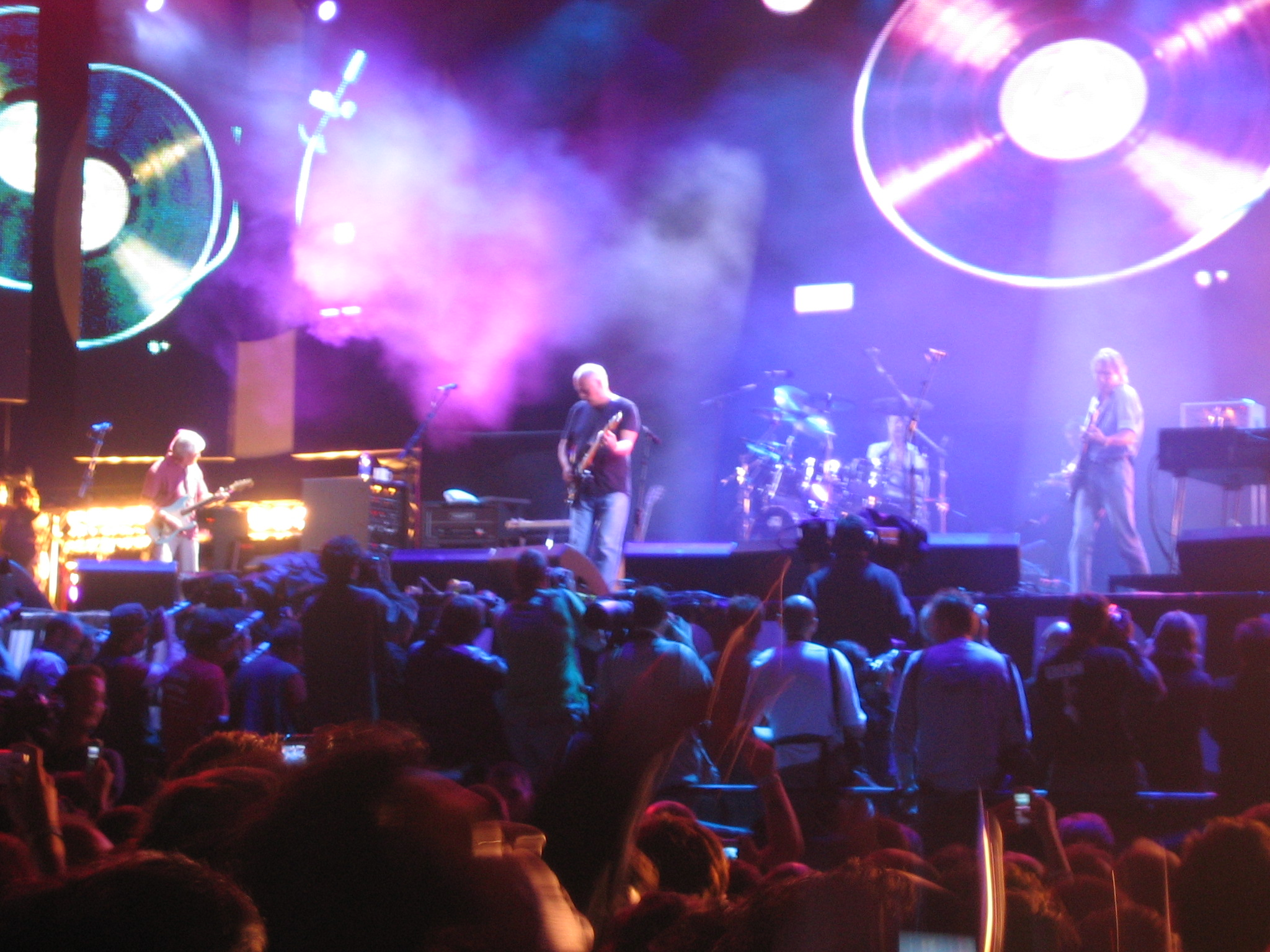
Выступление Pink Floyd 2 июля 2005 года на концерте Live 8, на котором одним из 5 концертных номеров была песня «Breathe»

Песня «Breathe» исполнялась в 1970-х годах на концертах Pink Floyd только как часть сюиты The Dark Side of the Moon (к 1975 году до фестиваля в Небуорте, эта сюита была исполнена группой 385 раз). Роджер Уотерс исполнял «Breathe» отдельно на нескольких концертах его сольного турне 1987 года Radio K.A.O.S., позднее в 1999—2002 годах эта песня была одним из концертных номеров его концертного тура In the Flesh. Также «Breathe» вместе с остальными композициями The Dark Side of the Moon исполнялась во время турне Pink Floyd 1994 года (The Division Bell) и во время тура Роджера Уотерса 2006—2008 годов The Dark Side of the Moon Live. В 2005 году «Breathe» вместе с репризой («Breathe Reprise») была исполнена на концерте Live 8, на котором группа временно воссоединилась спустя 24 года после распада её классического состава. Выступление на Live 8, включившее исполнение «Breathe», было издано на DVD.

## Кавер-версии
Песня «Breathe» в различных версиях и в различных музыкальных стилях исполнялась и записывалась целым рядом исполнителей:
- оркестрованная версия, аранжированная Джезом Коулманом, была записана в 1995 году в исполнении Лондонского филармонического оркестра на альбоме Us and Them: Symphonic Pink Floyd[16][17];
- версия «Breathe» в исполнении вокалиста Робина Маколи[англ.] из группы McAuley Schenker Group и гитариста Джеффа Бакстера[англ.] из группы Steely Dan была записана на трибьют-альбоме Pink Floyd An All Star Lineup Performing the Songs of Pink Floyd;
- каверы на «Breathe» и «Breathe Reprise» записаны группой Sea of Green[англ.] на альбоме Time to Fly[англ.];
- версия «Breathe» записана группой Hognose, играющей музыку в стиле метал, на их альбоме ¡El Sombrero!;
- кавер-версия «Breathe» записана группой The Shins и включена в сборник 2007 года The Saturday Sessions: The Dermot O'Leary Show[англ.];
- кавер-версия «Breathe» была включена группой Flaming Lips[англ.] в их выступление на фестивале в Гластонбери в 2003 году[18] и была исполнена группой также на шоу Late Night with Jimmy Fallon[англ.] в 2010 году[19]; кавер-версия «Breathe» была записана группой Flaming Lips совместно с группой Stardeath and White Dwarfs[англ.] в 2009 года на альбоме The Flaming Lips and Stardeath and White Dwarfs with Henry Rollins and Peaches Doing The Dark Side of the Moon[англ.][20];
- версия песни «Breathe» была записана группой Capital Cities с использованием семплов Тупака Шакура из рэп-композиции Scarface[англ.] «Smile» и т. д.

## Участники записи
- Дэвид Гилмор — гитара, вокал, музыка;
- Роджер Уотерс — бас-гитара, текст;
- Ричард Райт — клавишные, музыка;
- Ник Мэйсон — ударные.